# Erik Černák
Erik Černák, född 28 maj 1997, är en slovakisk professionell ishockeyback som spelar för Tampa Bay Lightning i National Hockey League (NHL).
Han har tidigare spelat för HC Košice och HK Orange 20 i Extraliga; Syracuse Crunch i American Hockey League (AHL) samt Erie Otters i Ontario Hockey League (OHL).
Černák draftades av Los Angeles Kings i andra rundan i 2015 års draft som 43:e spelare totalt.
Han vann Stanley Cup med Tampa Bay Lightning för säsongerna 2019–2020 och 2020–2021
Černák är kusin till Christián Jaroš.

## Statistik
| 2013–2014        | HC Košice           | Extraliga        | 13  | 0  | 0  | 0  | 0   | 7  | 0 | 0  | 0  | 2  |
|                  | HK Orange 20        | Extraliga        | 20  | 2  | 1  | 3  | 2   | —  | — | —  | —  | —  |
| 2014–2015        | HC Košice           | Extraliga        | 43  | 5  | 8  | 13 | 16  | 7  | 0 | 1  | 1  | 6  |
| 2015–2016        | Erie Otters         | OHL              | 41  | 4  | 11 | 15 | 35  | 13 | 0 | 6  | 6  | 10 |
| 2016–2017        | Erie Otters         | OHL              | 50  | 3  | 18 | 21 | 53  | 22 | 1 | 8  | 9  | 10 |
| 2017–2018        | Syracuse Crunch     | AHL              | 71  | 5  | 13 | 18 | 70  | 7  | 1 | 1  | 2  | 4  |
| 2018–2019        | Tampa Bay Lightning | NHL              | 58  | 5  | 11 | 16 | 58  | 4  | 0 | 3  | 3  | 0  |
|                  | Syracuse Crunch     | AHL              | 9   | 2  | 5  | 7  | 14  | —  | — | —  | —  | —  |
| 2019–2020        | Tampa Bay Lightning | NHL              | 67  | 5  | 7  | 12 | 59  | 25 | 0 | 4  | 4  | 12 |
| 2020–2021        | Tampa Bay Lightning | NHL              | 46  | 5  | 13 | 18 | 38  | 21 | 1 | 9  | 10 | 16 |
| 2021–2022        | Tampa Bay Lightning | NHL              | 55  | 1  | 12 | 13 | 46  | 23 | 1 | 1  | 2  | 12 |
| 2022–2023        | Tampa Bay Lightning | NHL              | 70  | 2  | 14 | 16 | 53  | 1  | 0 | 0  | 0  | 2  |
| NHL totalt       | NHL totalt          | NHL totalt       | 296 | 18 | 57 | 75 | 254 | 74 | 2 | 17 | 19 | 42 |
| Extraliga totalt | Extraliga totalt    | Extraliga totalt | 76  | 7  | 9  | 16 | 18  | 14 | 0 | 1  | 1  | 8  |
| AHL totalt       | AHL totalt          | AHL totalt       | 80  | 7  | 18 | 25 | 84  | 7  | 1 | 1  | 2  | 4  |
| OHL totalt       | OHL totalt          | OHL totalt       | 91  | 7  | 29 | 36 | 88  | 35 | 1 | 14 | 15 | 20 |

### Internationellt
| Källa: Uppdaterad: 2019-09-09 | Källa: Uppdaterad: 2019-09-09 | Källa: Uppdaterad: 2019-09-09 |         | Utv = Utvisningsminuter | Utv = Utvisningsminuter | Utv = Utvisningsminuter | Utv = Utvisningsminuter | Utv = Utvisningsminuter |
| År                            | Lag                           | Mästerskap                    | Matcher | Mål                     | Assists                 | Poäng                   | Utv                     |                         |
| ----------------------------- | ----------------------------- | ----------------------------- | ------- | ----------------------- | ----------------------- | ----------------------- | ----------------------- | ----------------------- |
| 2013                          | Slovakien                     | U18-VM                        | 6       | 0                       | 2                       | 2                       | 8                       |                         |
| 2014                          | Slovakien                     | U18-VM                        | 5       | 0                       | 0                       | 0                       | 6                       |                         |
| 2014                          | Slovakien                     | JVM                           | 5       | 0                       | 0                       | 0                       | 4                       |                         |
| 2015                          | Slovakien                     | JVM                           | 6       | 0                       | 2                       | 2                       | 4                       |                         |
| 2016                          | Slovakien                     | JVM                           | 4       | 0                       | 0                       | 0                       | 2                       |                         |
| 2017                          | Slovakien                     | JVM                           | 5       | 0                       | 1                       | 1                       | 2                       |                         |
| 2019                          | Slovakien                     | VM                            | 7       | 3                       | 2                       | 5                       | 8                       |                         |
| Junior totalt                 | Junior totalt                 | Junior totalt                 | 31      | 0                       | 5                       | 5                       | 26                      |                         |
| Senior totalt                 | Senior totalt                 | Senior totalt                 | 7       | 3                       | 2                       | 5                       | 8                       |                         |